# Demaror

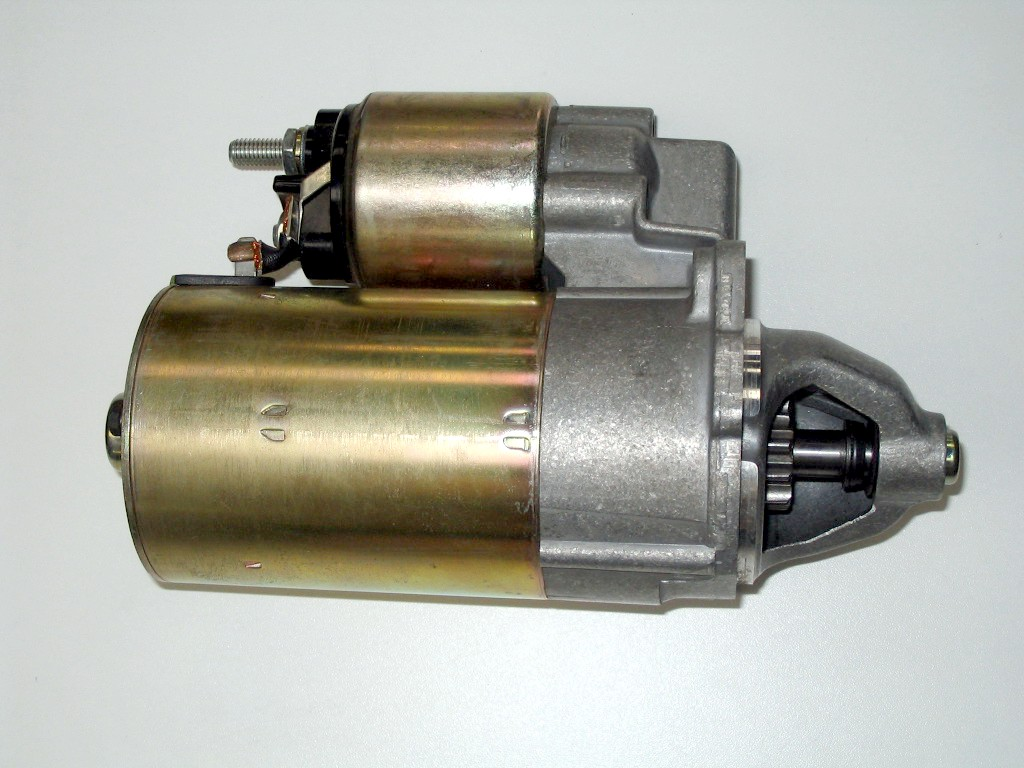
Un demaror pentru automobile; în partea de sus este releul de comandă

Un demaror este un dispozitiv folosit pentru punerea în funcțiune a unui motor, care poate funcționa independent, dar nu poate porni singur. Demarorul poate fi un motor electric, pneumatic, hidraulic, cu ardere internă, demaror prin inerție, sau alte dispozitive: manivelă, supapă de demaraj, cartuș pirotehnic etc.
Sunt pornite cu ajutorul demarorului motoarele cu ardere internă, turbinele cu gaze, unele motoare electrice, locomotivele compound etc.
Motoarele cu ardere internă dezvoltă lucru mecanic doar în cursa de destindere, însă aceasta este precedată de cursele de admisiune și comprimare, consumatoare de lucru mecanic, care trebuie furnizat la început din exterior. Turbinele cu gaze nu pot realiza comprimarea aerului, esențială pentru ciclul lor termodinamic decât la o anumită turație, la care trebuie aduse cu demarorul. Motoarele electrice sincrone, pentru a funcționa este nevoie să fie aduse la turația de sincronism cu ajutorul unor dispozitive considerate tot demaroare. Însă sensul principal al termenului „demaror” se referă la demarorul motoarelor cu ardere internă.

## Istoric

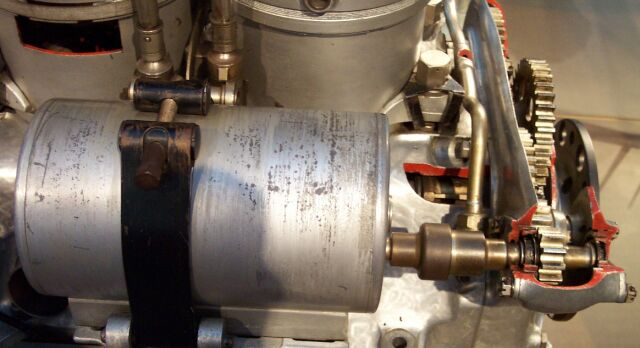
Un demaror de aviație din anii 1920

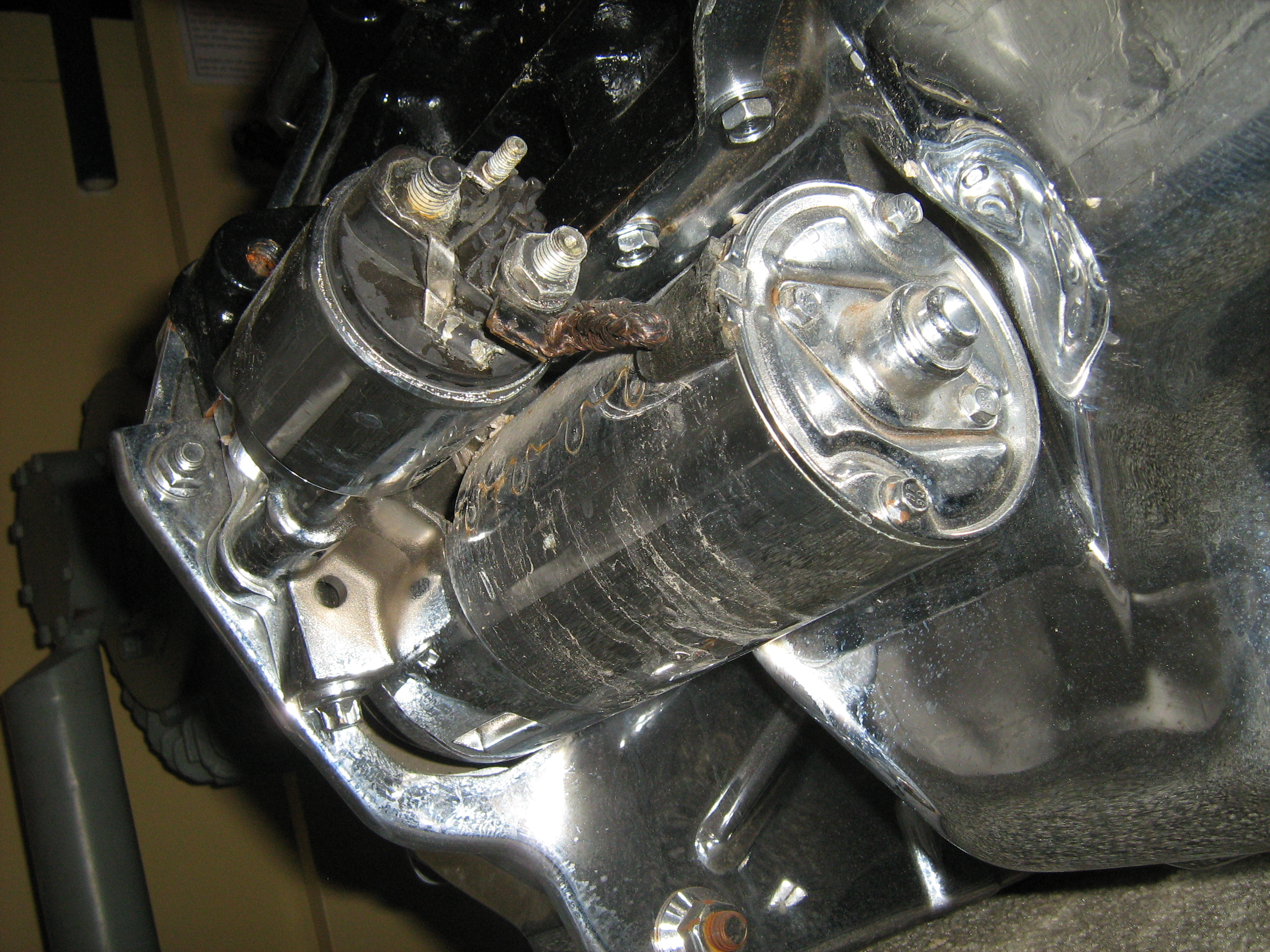
Demaror tipic, instalat dedesubt și spre spatele unui motor de automobil

Înaintea apariției demarorului electric motoarele erau pornite prin diverse metode, cum ar fi arcuri, cartușe pirotehnice (en) sau manual, cu manivele, trăgând de cabluri înfășurate pe fulii sau trăgând de elice.
Metoda de pornire cu manivela era obișnuită, dar dificilă și periculoasă. Motorul putea da rateuri, rotindu-se brusc înapoi, manivela lovind operatorul. De aceea se recomanda prinderea manivelei cu toate degetele dedesubt, trăgând brusc în sus. Sistemul de cuplare al manivelei prevedea soluții de decuplare a manivelei după pornirea motorului. Tot pentru evitarea accidentelor, uneori sistemul de cuplaj avea mecanisme de (roată liberă (en)). La cele care pornesc trăgând de cablu, un rateu poate determina înfășurarea cablului invers pe fulie.
Primul demaror electric a fost instalat pe un automobil Arnold, o variantă a Benz Velo, construit în 1896 la East Peckham de inginerul electrician H. J. Dowsing. În 1903, Clyde J. Coleman a inventat și brevetat primul demaror electric din America U.S. Patent 0,745,157. În Statele Unite ale Americii primul demaror electric a fost patentat (Patent SUA 1150523) în 1911 de Charles F. Kettering și Henry M. Leland de la Dayton Engineering Laboratories Company (DELCO).
O problemă la demaroarele electrice a fost însăși realizarea unui motor electric mic, care să fie suficient de puternic pentru a porni motorul. La tensiunile disponibile mici era nevoie de curenți mari, care supraîncălzeau demarorul repede, însă timpul cât putea funcționa era suficient pentru a porni motorul automobilului. Demaroarele electrice au fost instalate începând din 1912 pe modelele Cadillac Model Thirty și cele ale Lanchester Motor Company. După pornirea motorului, aceste demaroare deveneau generatoare, ca la vehiculele moderne hibride.
Deși demaroarele electrice se vor impune, în 1912 ele erau concurate de alte tipuri de demaroare, Ca cele pneumatice ale firmelor Adams, S.C.A.T., Wolseley și Sunbeam. Automobilele companiilor Star și Adler erau echipate cu demaroare cu arc, armate cu manivela.
Ford Model T a păstrat pornirea cu manivela până în 1919. Din 1920 majoritatea producătorilor își dotau autovehiculele cu demaroare, ca să poată fi pornite și de cei cu forță fizică mai redusă. Pornirea cu manivela a fost oferită ca soluție de rezervă până în anii 1960, iar uneori mult mai mult (ex. Citroën 2CV până la ieșirea din fabricație, în 1990).
Înainte ca Chrysler să introducă în 1949 cheia de contact, demarorul era comandat de un buton din podea sau tabloul de bord. Uneori demarorul era comandat de o pedală cuplată cu cea de ambreiaj, ca la tractoarele Ferguson TE20 din 1940, pentru a împiedica pornirea cu cutia de viteze cuplată.

## Demaroare acționate de forța umană

### Manivelă
Una dintre cele mai comune metode de pornire a motoarelor automobilelor a fost pornirea de la manivelă. Arborele acestor motoare era prevăzut cu gheare de prindere a manivelei, profilate astfel ca după pornire declanșarea să fie automată. Manivela se acționa prin tragere, nu prin împingere, pentru a se evita accidentele în caz de rateu.
O variantă a manivelei de pornire este pedala de pornire la motociclete.

### Coardă

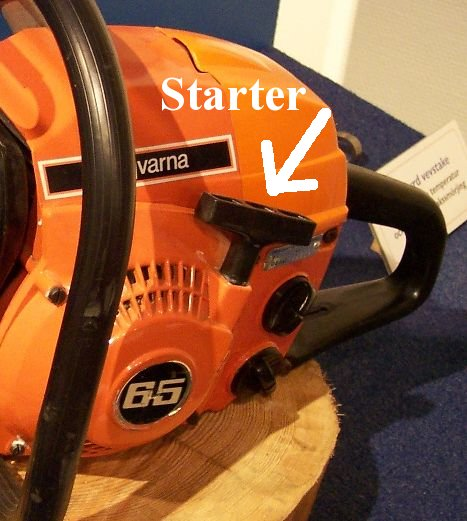
Mânerul corzii de pornire la un ferăstrău cu lanț

Motoarele mici, dar de turație înaltă, cum ar fi cele de motocoase (en), ferăstraie cu lanț (drujbe), bărci, se pornesc prin tragerea unei corzi (sfori) înfășurate pe o fulie. Uneori fulia este dotată cu un arc ca cel de la ceasuri, fiind o variantă a demaroarelor cu arc.

### Demaror cu arc

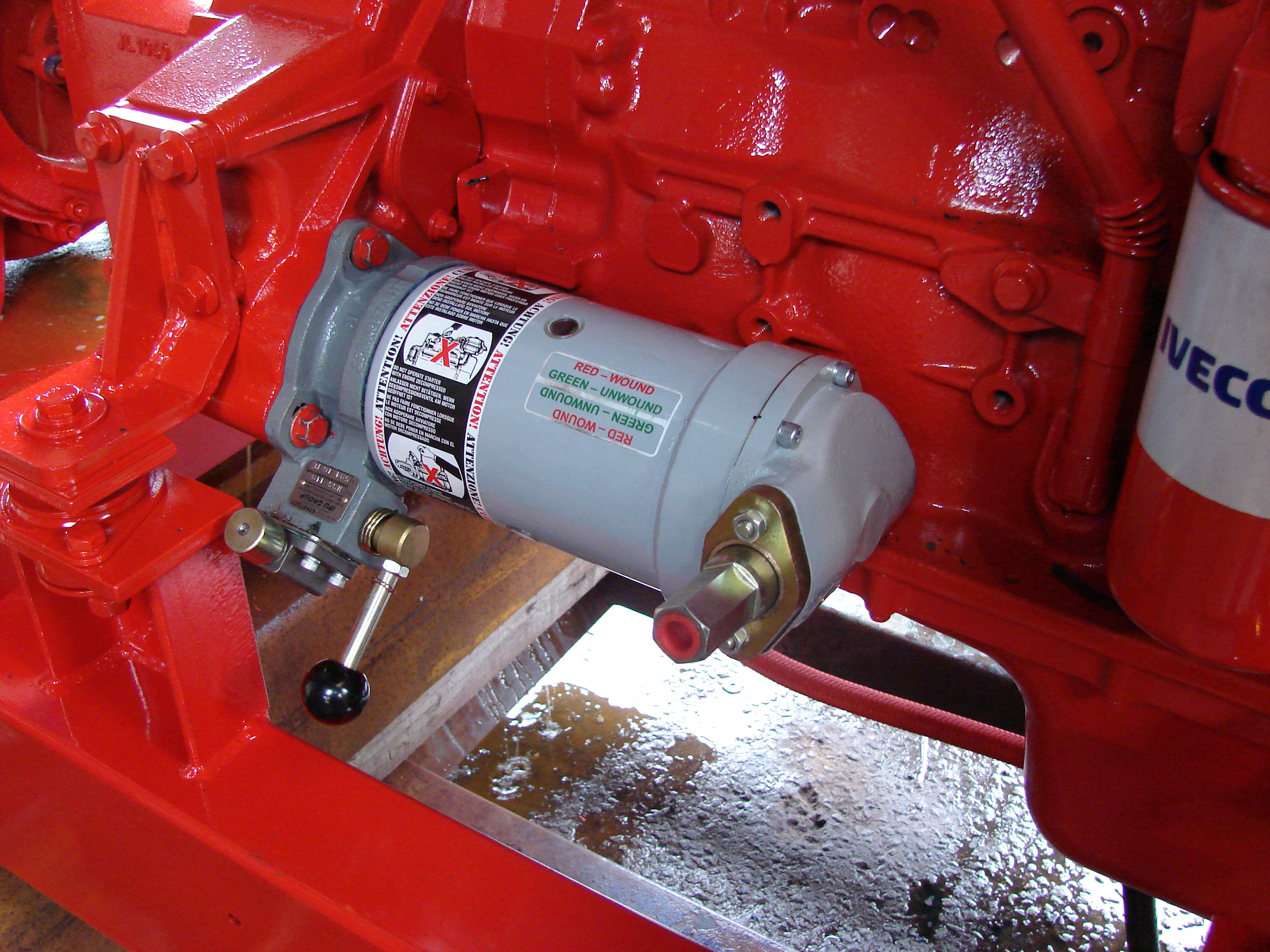
Demaror cu arc

Un demaror cu arc utilizează pentru pornirea unui motor energia potențială stocată într-un arc. Acesta este armat cu ajutorul unei manivele. Rotind manivela, pinionul demarorului anclașează coroana dințată a volantului motorului și încoardă arcul. Scoțând piedica, demarorul antrenează motorul. După pornirea acestuia demarorul se decuplează automat. Domeniul de utilizare este pentru motoare nu prea mari, care trebuie să pornească în situații de urgență, când nu se garantează existența curentului electric sau a altor surse de energie.

## Demaror prin inerție
Un demaror prin inerție conține un volant, altul decât volantul motorului, care este adus la turație ridicată de un motor electric sau de un angrenaj acționat manual, înmagazinând energie. După atingerea turației necesare este cuplat la motorul care trebuie pornit, continuâdu-se antrenarea sa. Combinația dintre energia înmagazinată în volant și cea de antrenare a demarorului permite pornirea motoarelor mari, pe care demarorul n-ar putea să le pornească fără energia din volant. După pornirea motorului, demarorul este decuplat. Soluția cu demaror prin inerție a fost folosită pe larg în aviație la pornirea motoarelor în stea (en) mari.

## Demaror electric

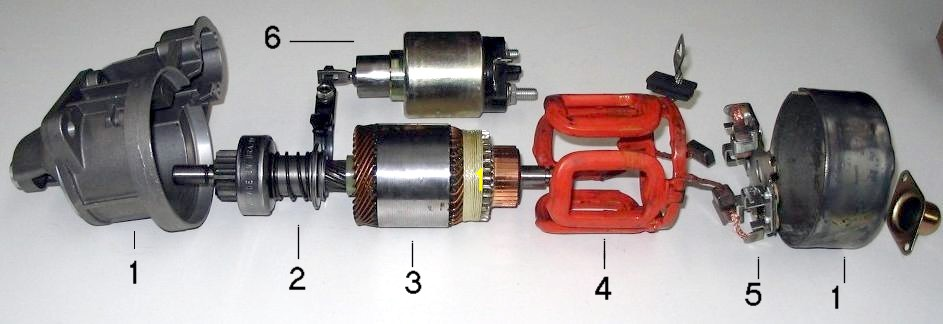
1. carcasă
2. pinion de angrenare cu roată liberă (sistem Bendix)
3. bobinajul rotorului
4. bobinele statorului, cu perii
5. perii
6. releu de cuplare

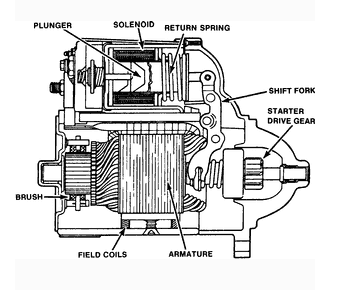
Desenul unui demaror electric

Pornirea cu demarorul electric este metoda obișnuită pentru pornirea motoarelor cu aprindere prin scânteie (pe benzină) și a celor cu aprindere prin comprimare (Diesel, pe motorină) mici. Demaroarele moderne sunt formate dintr-un motor electric cu magneți permanenți (en) sau un motor electric de curent continuu cu excitație serie, echipate cu un releu care, la acționarea cheii de contact, comandă cuplarea pinionului de antrenare cu inelul de pornire montat pe volantul motorului care trebuie pornit și alimentează demarorul. Curentul necesar funcționării demarorului este asigurat de acumulator sau de la un montaj de supercondensatoare. După pornire, motorul cu ardere internă antrenează el pinionul de cuplare, care culisează sub acțiunea unui arc și comandă releul să întrerupă alimentarea demarorului. Pinionul dispune și de un dispozitiv cu roată liberă, care permite rotirea liberă a pinionului în caz că nu se decuplează normal.
Puterea demarorului este de 0,5–2 % din puterea nominală a motorului cu aprindere prin scânteie pe care urmează să-l pornească, respectiv de 7–12 % din puterea nominală a motorului cu aprindere prin comprimare.
Aceste demaroare sunt concepute pentru o funcționare intermitentă, cu o durată sub 30 de secunde, deoarece, pentru a reduce dimensiunile și prețul nu se iau măsuri pentru a evita supraîncălzirea lor. Pentru a funcționa continuu, în cazul vehiculelor electrice hibride și parțial hibride este nevoie de altă construcție.

## Demaror pneumatic

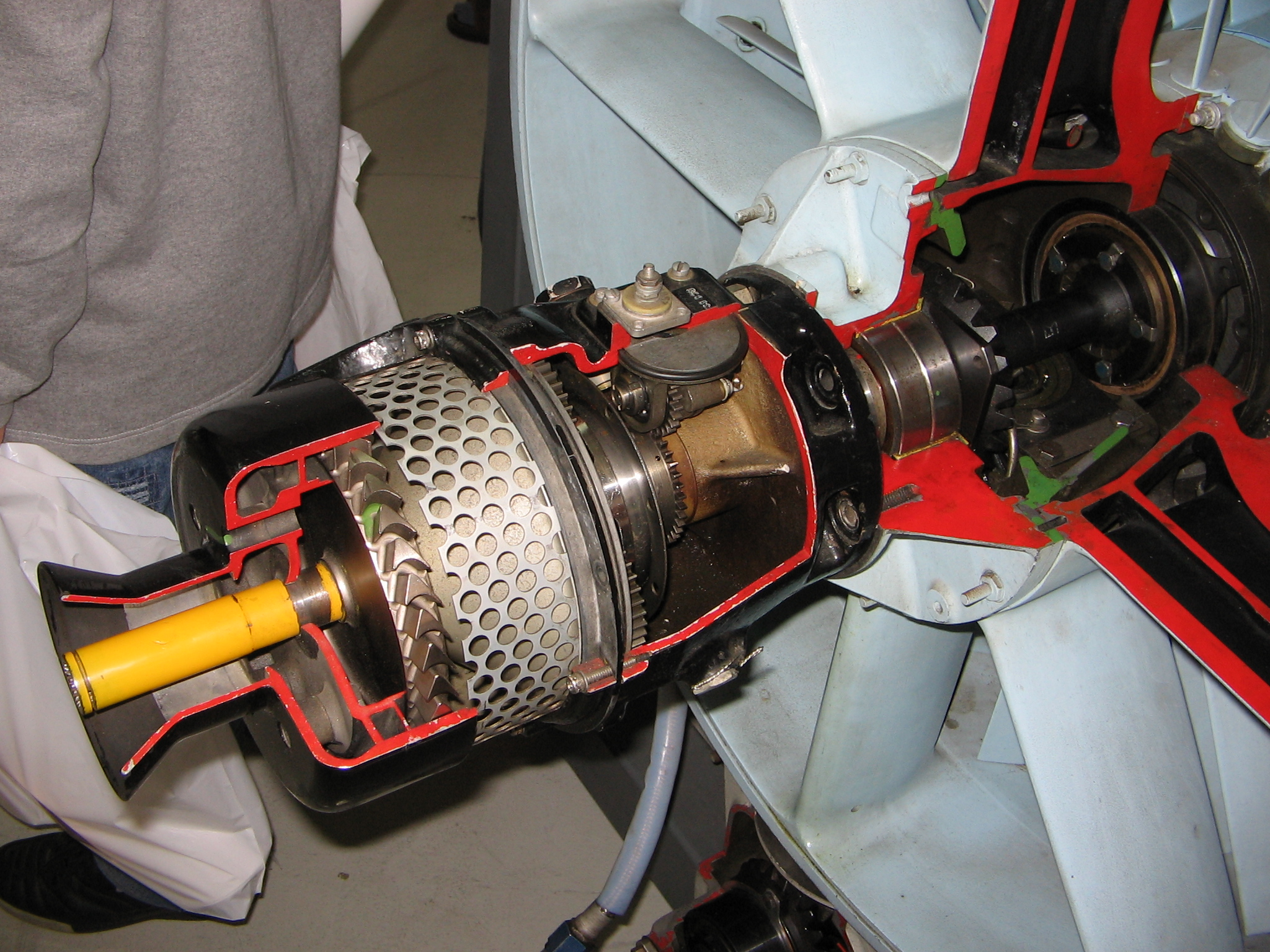
Demaror pneumatic secționat pentru un turbomotor General Electric J79. Se văd mica turbină (lângă arborele galben) și mecanism epiciclic|mecanismul epiciclic al reductorului (în dreapta apărătoarei perforate).

Turbomotoarele avioanelor mari și motoarele diesel de dimensiuni mai mari, cum ar fi celor ale unor autocamioane, tancuri și vapoare sunt pornite pneumatic. Aerul comprimat necesar unui demaraj pneumatic provine dintr-un rezervor alimentat de un compresor. Când presiunea din rezervor este suficientă, aerul comprimat este introdus în cilindrii motoarelor cu piston, respectiv în motorul turboreactor, punându-l în mișcare.
Pentru pornirea turbomotoarelor mari este nevoie de un debit de aer mare, la o presiune nu prea ridicată. Acest aer este furnizat de o mică instalație de turbină cu gaze, numită grup de putere auxiliar (en), grup pornit, la rândul său, cu un demaror electric. Grupul poate fi un utilaj la sol (engleză air start cart) sau, în cazul avioanelor mari, la bordul avionului. După atingerea unei anumite turații turbomotorul poate fi alimentat cu combustibil, începând să dezvolte putere. Antrenarea cu aer comprimat este oprită când puterea dezvoltată de turbomotor este suficientă pentru o funcționare stabilă.
Pornirea motoarelor diesel mari se face cu aer comprimat la presiunea de 10–30 bar. Motorul pneumatic care acționează ca demaror dispune de un rotor echipat cu lamele radiale culisante care formează camere de expansiune. Aerul comprimat introdus aici se poate destinde doar rotind rotorul. Turația motorului pneumatic este mare, astfel că este nevoie de un reductor de turație cu raport de reducere mare, uzual un reductor planetar. Cuplarea cu volantul motorului care trebuie pornit se face printr-un mecanism de tip Bendix, similar cu cel al demaroarelor electrice.
Pornirea motoarelor diesel foarte mari, cum sunt cele de pe nave, se face prin admisiunea aerului comprimat direct în cilindri. Metoda nu este potrivită pentru motoare diesel mici deoarece prin destindere aerul comprimat se răcește mult. În plus, este nevoie de o supapă suplimentară specială, greu de amplasat în chiulasa motoarelor mici. Distribuția aerului se face cu un mecanism distribuitor antrenat de arborele cu came. Metoda este eficace, motoarele pornesc „la sfert”.
La aplicațiile care dispun oricum de un rezervor cu aer comprimat, de exemplu la camioanele care au frâne pneumatice (en), demarorul pneumatic este avantajos, fiind simplu, asigurând un cuplu mare și eliminând necesitatea acumulatorilor mari.

## Demaror hidraulic

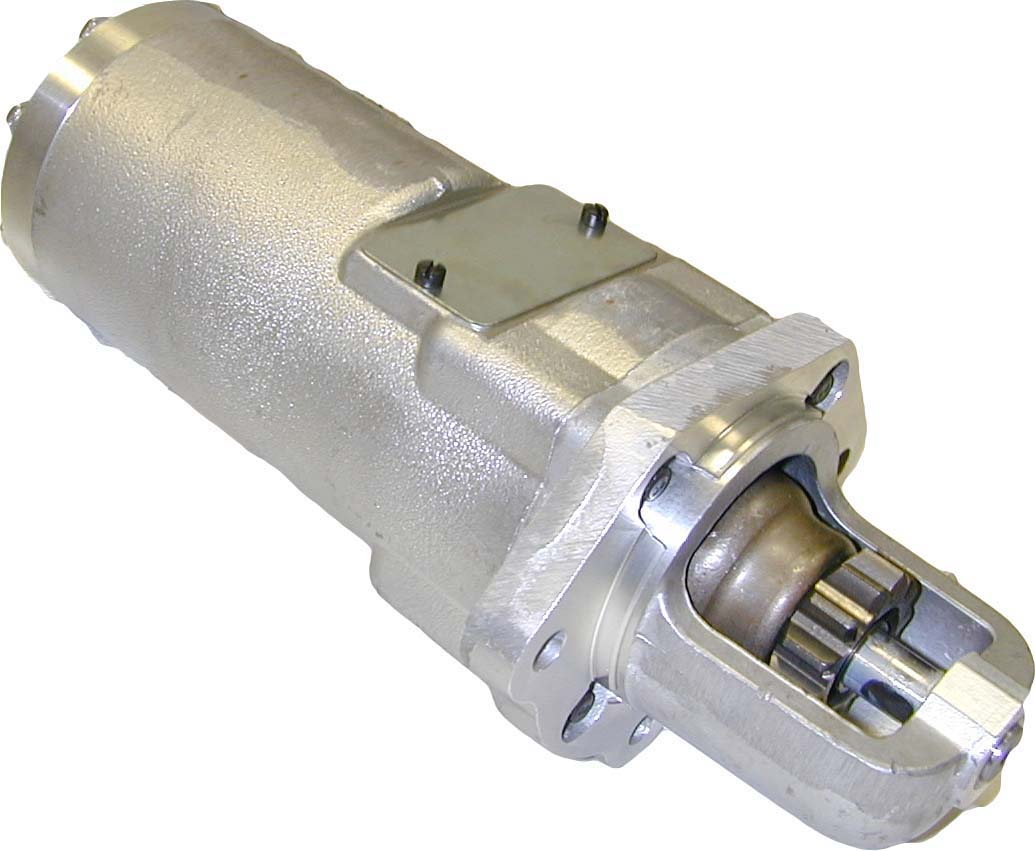
Demaror hidraulic

Unele motoare diesel mari sunt pornite cu demaroare hidraulice, care oferă o metodă de pornire într-o gamă largă de temperaturi, fără a genera scântei. De obicei demaroarele hidraulice se întâlnesc la motoarele grupurilor electrogene, ale bărcilor de salvare, ale pompelor grupurilor de foraj și fracturare hidraulică. Demarorul face parte dintr-un sistem de pornire care cuprinde robinete, pompe, filtre, un rezervor și un acumulator cu piston. Acest sistem poate fi armat manual, aspect important în cazuri de urgență, când nu se dispune de energie electrică.
Demarorul este format dintr-un motor hidraulic cu pistoane axiale, care asigură turația necesară anclașării cu inelul dințat de pe volant și cuplul necesar pornirii.

## Demaror cu motor cu ardere internă

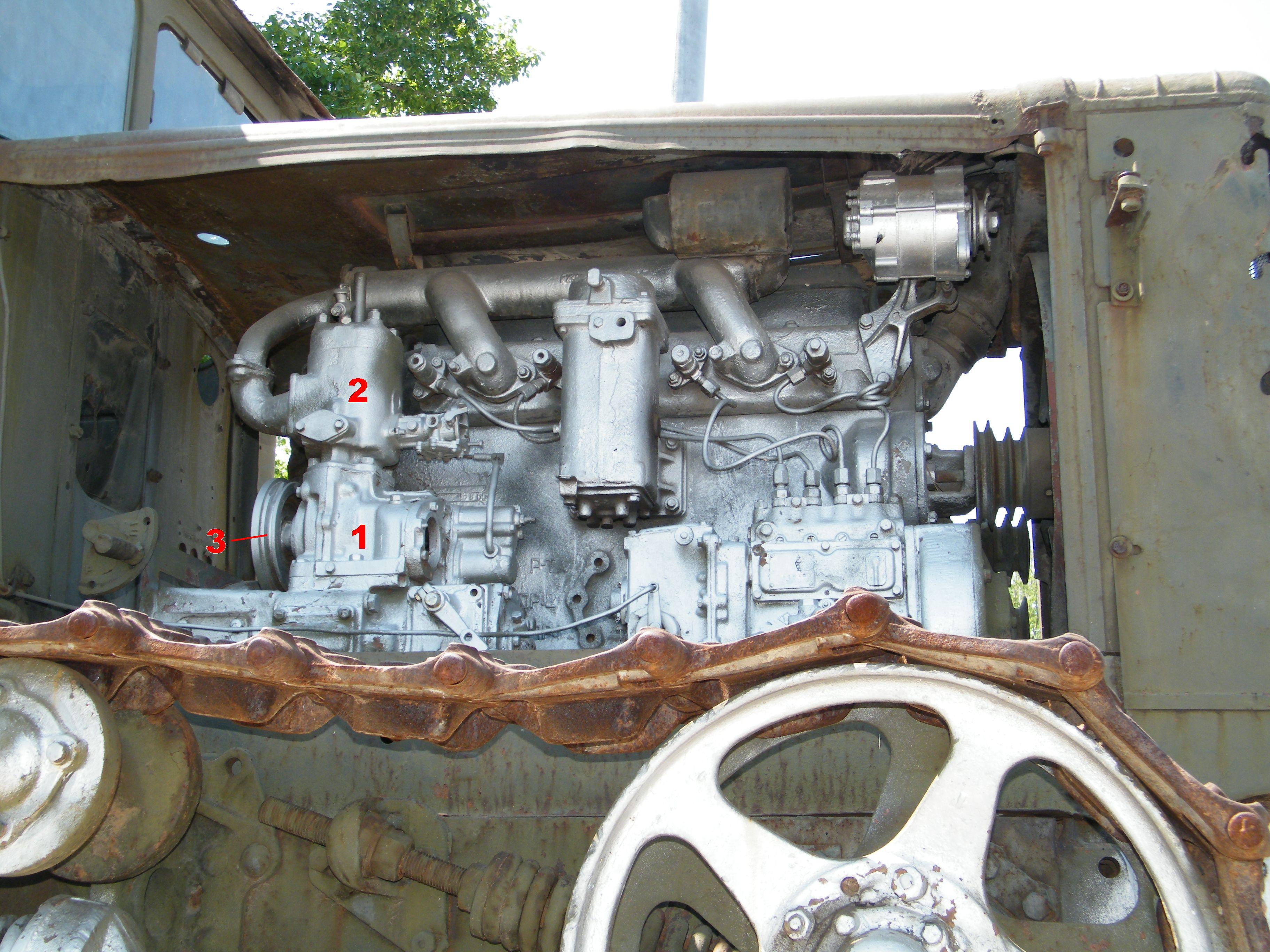
Demaror cu motor cu ardere internă. 1 – carter, 2 – cilindru, 3 – volant cu fulie de pornire

Tractoarele echipate cu motoare diesel mari, cum ar fi T-150 (tractor) (ru) sau DT-54 (ru), erau pornite cu un mic motor în doi timpi pe benzină. Puterea necesară era de circa 10 % din puterea motorului diesel. Micul motor pe benzină era echipat cu magnetou și era pornit manual cu coarda, ceea ce evita problemele care apăreau la temperaturi scăzute la acumulatori, mai ales în locuri izolate, unde aceștia nu puteau fi încălziți și încărcați. Motorul preîncălzea aerul aspirat de motorul diesel facilitând pornirea acestuia.

## Demaraj prin injecție de combustibil
La motoarele pe benzină cu 12 cilindri sau mai mulți întotdeauna unul din pistoane se află într-o poziție potrivită, aproape de punctul mort interior la cursa de destindere. Injectând combustibil în cilindrul respectiv și aprinzându-l, motorul pornește. Cu controlul poziției de oprire a motorului procedeul se poate aplica și motoarelor cu mai puțini cilindri. Este una din metodele de pornire ale unui motor la un automobil echipat cu sistem start-stop.